# غايزكا سايزار ليكونا
غايزكا سايزار ليكونا (بالإسبانية: Gaizka Saizar)‏ (مواليد 22 يوليو 1980 في أويارتزون - إسبانيا) لاعب كرة قدم إسباني يلعب حاليا لصالح نادي الدرجة الأولى تينيريفي الإسباني منذ 2008 في مركز المهاجم كما يجيد اللعب في مركز الوسط المهاجم .

## روابط خارجية
- غايزكا سايزار ليكونا على موقع قاعدة بيانات كرة القدم.إي يو (الإنجليزية)
- غايزكا سايزار ليكونا على موقع Soccerway.com (الإنجليزية)
- غايزكا سايزار ليكونا على موقع AS.com (الإسبانية)